# Villeneuve-Saint-Nicolas
Villeneuve-Saint-Nicolas era un comune francese di 141 abitanti situato nel dipartimento dell'Eure-et-Loir nella regione del Centro-Valle della Loira. Dal 1° gennaio 2016 è divenuto comune delegato in seno al nuovo comune di Les Villages Vovéens.

## Società

### Evoluzione demografica
Abitanti censiti